# 異世界ちゃんこ 〜横綱目前に召喚されたんだが〜
『異世界ちゃんこ 〜横綱目前に召喚されたんだが〜』（いせいかいちゃんこよこづなもくぜんにしょうかんされたんだが）は、林ふみのによる日本の漫画作品。Webコミック配信サイト『ストーリアダッシュ』（竹書房）にて2018年2月23日から2024年12月20日まで連載。

## あらすじ
万年大関と言われた高良山は、横綱昇進を確実にした瞬間、光に包まれる。目を開けるとそこは異世界であり、高良山は倒したモンスターを食べながら元の世界に帰る手段を探す旅に出る。

## 登場人物
高良山（たからやま）
本作の主人公28歳。職業は「横綱(仮)」
現役の力士で地位は大関。二場所連続で幕内最高優勝を果たし横綱昇進を確実にした瞬間、異世界へと召喚されてしまう。異世界人のせいか魔法が一切使えない。さらに魔法が効きにくい体質。力士らしく素手でモンスターを倒すことに信念を持っている。
倒したモンスターを材料に料理(ちゃんこ)を作り周囲に振る舞うことで人々の信頼を勝ち取りつつ元の世界に戻るための手段を探している。体のケアに気を使っていてツボの位置を知っていたり毎日のトレーニングも欠かさない。食材や調理法も知識豊富で様々な料理を簡単に作ってしまう。だが、酒はめっぽう弱くコップ1杯で出来上がるうえに泣き上戸になり、周囲に面倒くさがられる絡み方をする。

エリーセ
18歳。職業は「活きのいい町娘」
イーリス、フランカの姉で高良山を異世界に召喚した張本人。ニーナ亭という定食屋を姉妹と営んでいたが有り金全てをカジノに突っ込み破産。さらに怪しい人物から借金をしたら法外な利息付きで取り立てに遭う。姉妹3人で夜逃げした先の森でモンスターに遭遇し、ニーナ亭で盗み聞いた召喚魔法を使い、ピンチを脱しようと提案する。高良山の召喚に成功し助けられたは良いが元の世界に戻す方法がわからず、途方に暮れる高良山に「戻る方法を知ってる人がいるはず。全力で協力する」と約束し以降、姉妹共々一緒に行動することになる。
属性は火、スリーサイズは84/58/82

イーリス
15歳。職業は「病弱な町娘」
エリーセの妹でフランカの姉。エリーセの無謀な博打のせいで一緒に夜逃げをするはめになった。病弱で体力がない。モンスターを使った料理を食べることに強い抵抗を見せるが高良山の言葉に促され食べるようになる。姉のエリーセと反対にしっかりものな性格で、パーティーの金庫番をするようになり、高良山の服を買うときはそろばんを出して値切り交渉するなど逞しい一面も見せる。
属性は水、スリーサイズは68/52/70

フランカ
14歳。職業は「玉の輿を夢見る町娘」
姉妹の末っ子。イーリス同様、エリーセの博打の代償の夜逃げに巻き込まれる。セレブになることを夢見ており「セレブ御用達」と聞くと軽く暴走する。おてんばな性格だがわがままではない。だが子供ゆえに何にでも興味を示し、そのまま所持するのは危険な魔法アイテムを持ち帰ろうとしたり、周囲を軽く振り回したりする。
属性は風、スリーサイズは65/52/68

カリーン
19歳。職業は「中堅ガイド」
高良山一向が金稼ぎのため屋台を出しているときに地元の商会と揉めた際に声をかけ案内人として一向に加わる。明るい性格で物怖じせず気になったことは積極的に首を突っ込んでくる。ガイドを職業としていながら若干方向音痴気味で初めて高良山一向を案内したときは見事に道を間違えた。所持品のほとんどが肉というぐらいの肉好きな上に大食漢である。抜群のスタイルの持ち主で自身の体型を気にしているイーリスからどうやったら胸が大きくなるか訊かれている。(肉を食べなと答えた)
属性は風、スリーサイズは98/61/95

ブラム
高良山が召喚された森から港町ハーベンに向かう途中でガイドに逃げられ行き倒れていた所をフランカに踏み潰されて発見される。モンスターの生体調査をしているためモンスターの弱点や習性に詳しい。その知識を使ってモンスターを追い払うなど冒険者としても有能である。ハーベンで地元民を苦しめていたマリンキングという巨大な魚モンスターを仕留めた際に「マリンキングの解剖をする。こんな機会、滅多にないから」と言ってギルドへの紹介状を高良山に渡し一向から離れる。

コルネリア
エリーセたちの異母姉。エリーセとは仲が良くなくグローリーエンペルで再開した際には言い争い（エリーセが一方的に突っ掛かってる）になっている。反面、イーリスとフランカとの仲は良好で普通の姉妹と変わらない関係である。
遺跡調査団の隊長を勤めておりグローリーエンペルの枯れた世界樹の調査を行っている。

## 書誌情報
- 林ふみの『異世界ちゃんこ 〜横綱目前に召喚されたんだが〜』竹書房〈バンブーコミックス〉、全15巻
  1. 2018年10月30日発売[2][3]、ISBN 978-4-8019-6426-6
  2. 2019年3月30日発売[4][5]、ISBN 978-4-8019-6568-3
  3. 2019年9月30日発売[6]、ISBN 978-4-8019-6750-2
  4. 2020年2月28日発売[7]、ISBN 978-4-8019-6861-5
  5. 2020年7月30日発売[8]、ISBN 978-4-8019-7012-0
  6. 2021年1月29日発売[9]、ISBN 978-4-8019-7179-0
  7. 2021年7月29日発売[10]、ISBN 978-4-8019-7375-6
  8. 2021年11月30日発売[11]、ISBN 978-4-8019-7475-3
  9. 2022年5月30日発売[12]、ISBN 978-4-8019-7633-7
  10. 2022年11月7日発売[13]、ISBN 978-4-8019-7890-4
  11. 2023年6月7日発売[14]、ISBN 978-4-8019-8062-4
  12. 2023年11月7日発売[15]、ISBN 978-4-8019-8190-4
  13. 2024年4月6日発売[16]、ISBN 978-4-8019-8291-8
  14. 2024年9月6日発売[17]、ISBN 978-4-8019-8424-0
  15. 2025年3月6日発売[18]、ISBN 978-4-8019-8596-4